# Francesco Melzi

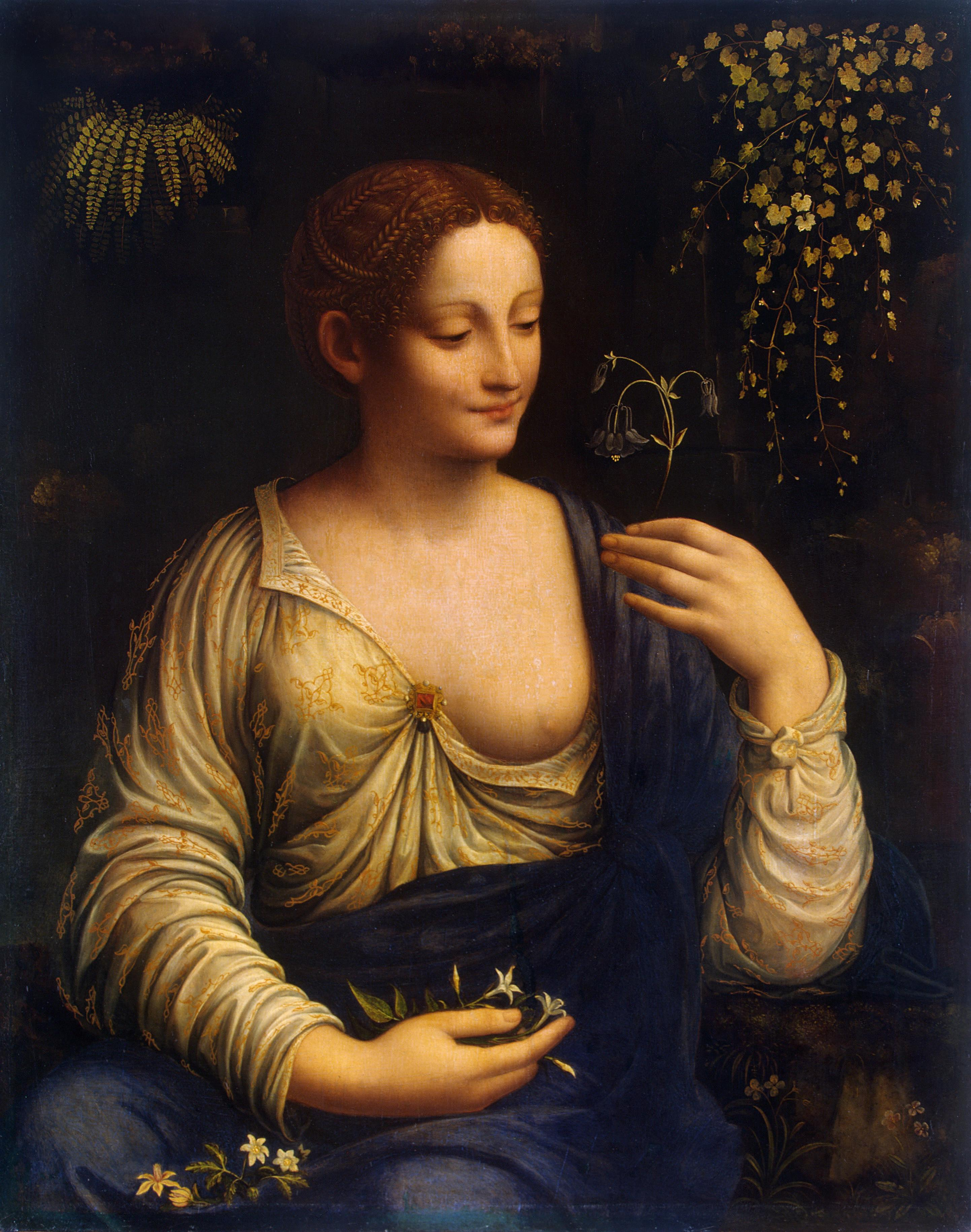
Flora, Hermitage, Sint-Petersburg

Francesco Melzi (ca. 1491 tot 1570) was een Italiaanse renaissanceschilder en de favoriete assistent en leerling van Leonardo da Vinci.
Als zoon van een adellijke Milanese familie trad Melzi in 1506 toe tot de huishouding van Leonardo da Vinci. Leonardo was verliefd op de jongeling, die de gevoelens van de oudere man voor hem beschreef als een "sviscerato ardentissimo e amore" (Een hartverscheurende en gloeiende liefde). Sommigen suggereren dat hun relatie ook seksueel was, terwijl anderen dit betwisten. Melzi vergezelde Leonardo in 1513 op reizen naar Rome en in 1517 naar Frankrijk. Hij bleek een getalenteerd schilder en werkte nauw samen met en voor da Vinci. Sommige werken die voorheen werden toegeschreven aan Leonardo worden tegenwoordig vaak toegeschreven aan Melzi.
Na de dood van Leonardo da Vinci erfde Melzi de artistieke en wetenschappelijke werken, manuscripten en collecties van Leonardo, en zou voortaan getrouw het landgoed beheren. Terug in Italië trouwde hij en kreeg een zoon, Orazio. Toen hij stierf op zijn landgoed in Vaprio d'Adda, verkochten de erfgenamen de collectie van Leonardo's werk.

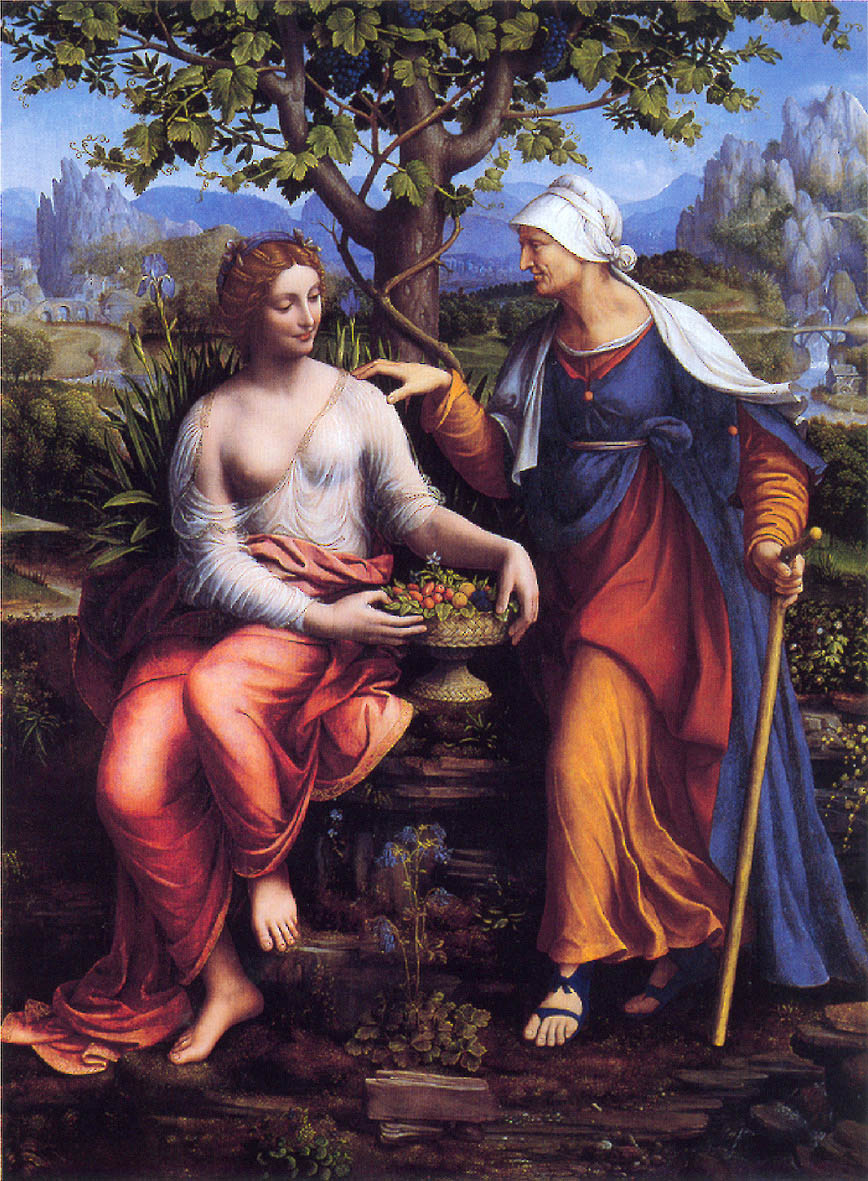
Pomona en Vertumnus, Gemäldegalerie, Berlijn
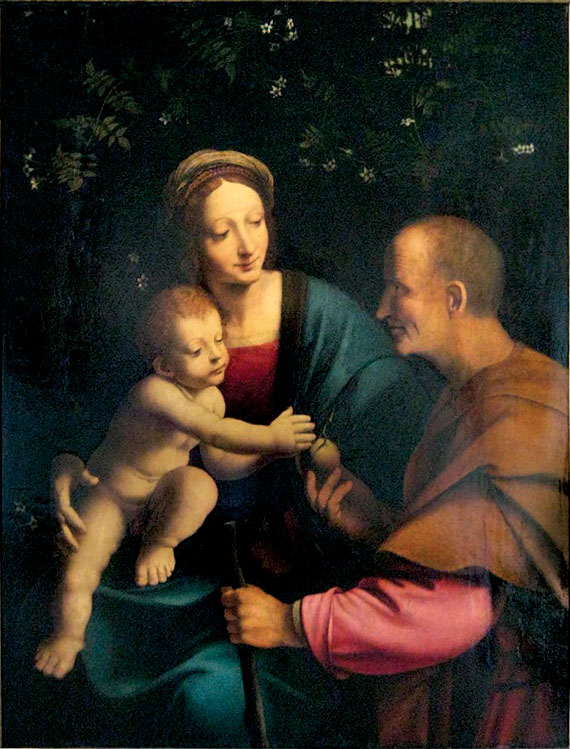
Heilige Familie, Nationaal Museum, Praag
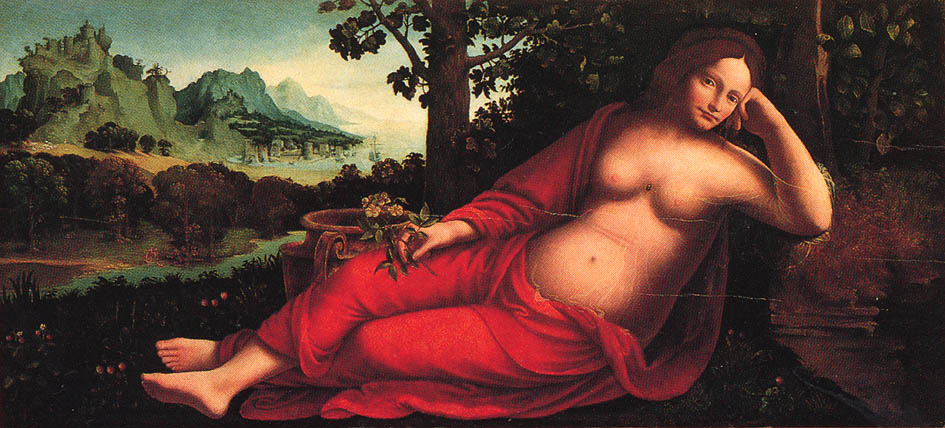
Rhea Silvia, Bonnefantenmuseum, Maastricht

- Gemeinsame Normdatei: 121378632
- International Standard Name Identifier: 0000 0001 1769 3438
- Library of Congress Control Number: nr2007001453
- Bibliotheek van het Japanse parlement: 001359813
- Nationale Bibliotheek van Tsjechië: jn20011018109
- RKD-Nederlands Instituut voor Kunstgeschiedenis: 55168
- Istituto Centrale per il Catalogo Unico: LO1V474603
- Système universitaire de documentation: 253222915
- Union List of Artist Names: 500020383
- Virtual International Authority File: 30391435
- WorldCat: E39PBJfcR6JFygFfBHxGVjqmh3